# Bahnhof Hamminkeln
Der Bahnhof Hamminkeln ist einer von drei Bahnstationen der Stadt Hamminkeln im Kreis Wesel. Er liegt an der Bahnstrecke Wesel–Bocholt. Neben dem Bahnhof Hamminkeln verfügt die Stadt noch über die Bahnstationen Dingden, ebenfalls an der Bahnstrecke Wesel-Bocholt, und Mehrhoog an der Bahnstrecke Oberhausen–Arnhem.

## Lage
Der Bahnhof liegt abseits am östlichen Rand des Ortskerns von Hamminkeln an der Güterstraße. Er ist sehr nah über die Bundesstraße 473 erreichbar. Der Ortskern Hamminkelns (Markt) liegt 1,1 km südwestlich. Etwa 400 m nördlich befindet sich die Hamminkelner Hauptstraße mit dem Weikensee.

## Geschichte
Schon bei den ersten Planungen für eine Bahnstrecke von Amsterdam nach Köln im Jahr 1832 sollte der Streckenverlauf über Hamminkeln führen und dort ein Bahnhof eingerichtet werden, jedoch wurde diese Strecke nie realisiert. Anstatt dessen erfolgte der Bau der Bahnstrecke Oberhausen–Arnhem, ohne Anbindung von Hamminkeln. Erst als 1873 Pläne für den Bau einer Eisenbahnstrecke von Bocholt nach Wesel geschmiedet wurden, kam Hamminkeln wieder ins Gespräch. Allerdings war es – genau wie Dingden – anfänglich nur als Haltepunkt vorgesehen. Durch Bereitstellung hoher Summen zur Finanzierung des Streckenbaus konnte die Gemeinde aber erreichen, dass für sie der Bau eines Bahnhofs eingeplant wurde. Die Eröffnung der Strecke und damit auch des Hamminkelner Bahnhofs fand am 1. Juli 1878 statt. Dieser war auf halbem Weg zwischen den Ortsmitten von Hamminkeln und Ringenberg als Personen- und Güterbahnhof bei Kilometer 8,4–9,6 der 19,2 Kilometer langen Strecke angelegt worden und mit einem mechanischen Befehlsstellwerk bei Streckenkilometer 9,2 ausgestattet. Der Bahnhof besaß zwei Bahnsteige und drei Gleise, zu denen neben dem durchgehenden Hauptgleis auch ein Ladegleis für den Güterverkehr (Stückgut und Wagenladungen) gehörte. Zusätzlich gab es einen freistehenden Güterschuppen mit einer mit Kopfstein gepflasterten Laderampe und einer Ladestraße. Stärker werdender Bahnverkehr bedingte später den Bau der beiden Wärterstellwerke „St“ (Südturm) und „Nt“ (Nordturm) an der Brüner und der Ringenberger Straße. Sie waren, wie die meisten Stellwerke im westlichen Teil Preußens, in der mechanischen Bauform „Jüdel“ errichtet. Zu den Aufgaben ihrer Wärter zählte auch die Bedienung und Überwachung der beiden benachbarten Schrankenanlagen an der Brüner und Ringenberger Straße.

Das erste Empfangsgebäude des Bahnhofs, 1878

1914 wurde das erste Empfangsgebäude aus Fachwerk durch einen neuen Bau ersetzt. Dieser wurde nicht an exakt der gleichen Stelle wie der Vorgänger errichtet, sondern etwas in Nordost-Richtung versetzt. Ein kleiner Vorbau an der zu den Gleisen gelegenen Gebäudeseite war der Arbeitsplatz des Fahrdienstleiters. Im Dachgeschoss des Neubaus lag fortan die Dienstwohnung des Bahnhofsvorstehers. Zu ihr gehörte auch ein kleiner Garten. Dienstraum und Wartesäle wurden mit Kohleöfen beheizt. Gleichzeitig mit dem neuen Empfangsgebäude wurde nördlich davon ein Wohnhaus für zwei Stationsbeamte errichtet. Später erfolgte der Abriss des alten Güterschuppens und sein Ersatz durch einen Neubau mit Laderampe. Dieser war nicht mehr freistehend, sondern schloss sich nördlich dem Empfangsgebäude an. Südlich davon entstand eine neue Toilettenanlage für die Reisenden.
Bei Kämpfen während des Zweiten Weltkriegs entstanden am 24. März 1945 große Schäden an den Gleisanlagen, weswegen der Schienenverkehr in der Folgezeit stark eingeschränkt war. Die nahe dem Empfangsgebäude stehende Gaststätte wurde an jenem Tag durch ein Feuer völlig zerstört. Ihr Wirt durfte anschließend im Wartebereich der 1. und 2. Klasse im unversehrt gebliebenen Empfangsgebäude vorübergehend eine provisorische Gaststube einrichten. Rationalisierungsmaßnahmen bedingten Ende 1956/Anfang 1957 die Aufgabe der Wärterstellwerke „St“ und „Nt“. Durch die Verkürzung der Gleise im Bereich des Bahnhofs waren sie entbehrlich geworden. Entsprechend kam es zu einem Umbau des Befehlsstellwerkes, das als mechanisches Stellwerk der Einheitsbauform am 1. Mai 1957 in Betrieb genommen wurde. Gleichzeitig mit dem Umbau erfolgte eine Zusammenlegung von Hamminkeln und Dingden zu einer Dienststelle. Seit Inbetriebnahme des umgebauten Stellwerks gab es mehrere Jahre lang in Richtung Wesel auf Höhe der Brüner Straße den Haltepunkt „Hamminkeln Süd“, der aber schon im Mai 1974 wieder außer Betrieb war.
Am 1. Januar 1966 war der Bahnhof Hamminkeln wie folgt ausgestattet: Im Empfangsgebäude gab es eine Fahrkartenausgabe, einen Wartesaal (ehemals 1. und 2. Klasse), einen Gepäckraum und eine Fahrradaufbewahrung, die früher der Wartebereich für die 3. und 4. Klasse gewesen war. Auf Bahnsteig 1 gab es eine ausziehbare Laderampe für Stückgut sowie eine kurze Ladestraße östlich der Bahngleise. Dort stand eine verfahrbare Laderampe für Viehverladungen zur Verfügung. Für den Unterhalt war die Bahnmeisterei Bocholt zuständig. Nachdem Hamminkeln am 1. September 1967 als selbständige Dienststelle aufgelassen worden war, wurde sie dem Bahnhof Bocholt angegliedert. Seit dessen Auflassung im Jahr 1980 gehört sie seit dem 1. Mai desselben Jahres zum Bahnhof Wesel. Um 1970 gab es von Seiten der Deutschen Bundesbahn Pläne, das Hamminkelner Empfangsgebäude – wie viele Anlagen des Unternehmens – wegen Unwirtschaftlichkeit niederzulegen. Dieses Vorhaben scheiterte aber, weil die Finanzdirektion die zum Abriss nötigen Gelder nicht zur Verfügung stellte und sich die zuständigen Fachdienste nicht über die Freistellung des dortigen Stellwerks einigen konnten. Im September 1983 wurde aber das alte Ladegleis zurückgebaut. Am 16. September 1999 erwarb ein Weseler Kaufmann das Bahnhofsgebäude. Er ließ es 2001 sanieren und zu einem Wohn- und Geschäftshaus umbauen. Im Juli 2016 stand es für 465.000 Euro zum Verkauf. Seit 2010 wird das Empfangsgebäude als „Kulturbahnhof“ genutzt.

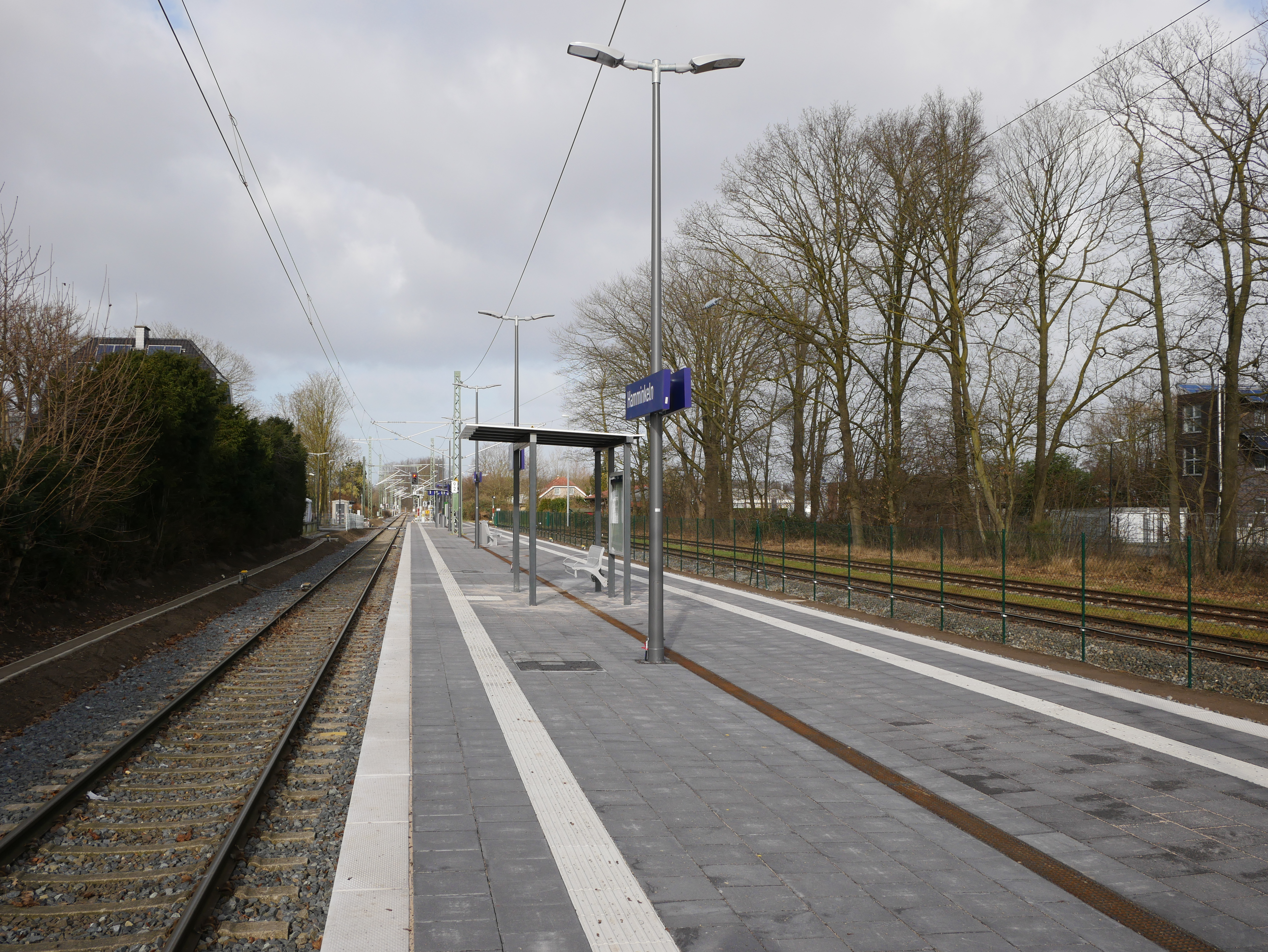
Der 2021 gebaute Mittelbahnsteig

Die Bocholter Bahnstrecke wurde zwischen Juli 2021 und Januar 2022 elektrifiziert. Im Zuge dessen wurde der RE 19a als Zugteil mit dem Rhein-IJssel-Express RE19 zu einer Zuglinie zusammengefasst, die in Wesel geflügelt und nach Oberhausen und Duisburg durchbindet. Seither wird Hamminkeln umsteigefrei an das Ruhrgebiet angebunden.
Zudem entstand in Hamminkeln ein Mittelbahnsteig, weil dort nunmehr Zugkreuzungen stattfinden. Ebenfalls wurde mit der Elektrifizierung ein neues elektronisches Stellwerk in Hamminkeln errichtet.

## Bedienung

### Regionalverkehr
Im Regionalverkehr wird der Bahnhof Hamminkeln von der Regional-Express-Linie RE 19 (Rhein-IJssel-Express) bedient.
| Linie | Verlauf | Takt   |
| ----- | --- | ------ |
| RE 19 | Rhein-IJssel-Express: Bocholt – Hamminkeln-Dingden – Hamminkeln – Wesel-Blumenkamp – Wesel – Friedrichsfeld (Niederrhein) – Voerde (Niederrhein) – Dinslaken – Oberhausen-Holten – Oberhausen-Sterkrade – Oberhausen Hbf – Duisburg Hbf – Düsseldorf Flughafen – Düsseldorf Hbf Stand: Fahrplanwechsel Dezember 2023 | 60 min |

In Wesel besteht Anschluss zu den Zügen der Linie RE 19 Richtung Arnhem. In Oberhausen, Duisburg und Düsseldorf besteht Anschluss zu zahlreichen weiteren Zügen nach ganz Nordrhein-Westfalen.
In Bocholt wiederum besteht Anschluss an die Schnellbuslinie nach Münster, die Schnellbuslinie nach Bad Bentheim bzw. über Züge von dort nach Berlin Hbf und über das Bocholter Stadtbusnetz, bis nach Aalten (NL), Winterswijk (NL) und Dinxperlo (NL).

### Busse
Weil der Bahnhof abseits am Rand des Hamminkelner Ortskerns liegt, gibt es keine Verknüpfung mit den Buslinien, denn diese verkehren direkt durch den Ortskern. Die nächste Bushaltestelle Weststraße liegt 660 m westlich entfernt. Die Linie 64 und der Bürgerbus Hamminkeln verkehren etwas weiter nördlich an der Hauptstraße entlang am Weikensee vorbei. Bis 2013 verkehrte die Linie 64 über eine Stichfahrt vom Weikensee zum Bahnhof Hamminkeln. Diese Stichfahrt wird inzwischen nicht mehr durchgeführt.